# Alphonse du Congé Dubreuil
Pour les articles homonymes, voir Dubreuil.
Alphonse du Congé (ou Ducongé) Dubreuil est un poète et dramaturge français né le 19 juin 1734 à Paris, où il est mort le 22 février 1801.
Il est l'auteur en 1777 d'un livret d'opéra sur le sujet d'Iphigénie en Tauride, qu'il proposa à Christoph Willibald Gluck qui, l'estimant médiocre, le refusa. Il fut mis en musique par Niccolò Vito Piccinni.

## Œuvres
- La Pucelle de Paris, poème en douze chants, 1776
- Iphigénie en Tauride, opéra, musique de Niccolò Vito Piccinni, représenté pour la première fois à l'Opéra de Paris le 23 janvier 1781
- L'Amant travesti ou les Muletiers, opéra bouffon en 2 actes, d'après Jean de La Fontaine, musique de Marc-Antoine Désaugiers, représenté pour la première fois à Paris, Théâtre de Monsieur, le 2 novembre 1790
- Paul et Virginie ou le Triomphe de la vertu, drame lyrique en 3 actes, d'après Jacques-Henri Bernardin de Saint-Pierre, musique de Jean-François Lesueur, représenté pour la première fois à l'Opéra de Paris le 13 janvier 1794